# Eunica volumna
Espèce
 Eunica volumna est une  espèce de lépidoptères (papillons) de la famille des Nymphalidae et de la sous-famille des Biblidinae et du genre Eunica.

## Dénomination
Eunica volumna a été décrite par le naturaliste français Jean-Baptiste Godart en 1824 sous le nom initial de Nymphalis volumna.

### Noms vernaculaires
Eunica  volumna se nomme Blue-celled Purplewing en anglais.

### Sous-espèces
- Eunica volumna volumna présent au Brésil.
- Eunica volumna celma (Hewitson, 1852);  présent au Brésil, en Colombie et en Bolivie.
- Eunica volumna venusia (C. & R. Felder, 1867);  présent au Costa Rica, dans le nord de la Colombie et en Guyane[1].

## Description
C'est un papillon au dessus des ailes antérieures noir et des ailes postérieures bleu  vif métallisé.
Le revers est de couleur violine plus ou moins foncé avec aux ailes postérieures deux gros ocelles doubles pupillés d'argent.

## Écologie et distribution
Eunica volumna est présent au Costa Rica, au Brésil, en Colombie, en Bolivie et en Guyane.

### Protection
Pas de statut de protection particulier.